# Philip Yancey
Philip Yancey (n. 1949 în SUA, Atlanta) este unul dintre cei mai de succes scriitori creștini. Cărțile sale s-au vândut în peste 14 milioane de exemplare în întreaga lume.
În anul 1971 acesta s-a mutat în Chicago, Illinois, unde a început să scrie pentru revista Campus Life - una dintre publicațiile surori ale revistei Christianity Today - pentru care a fost editor timp de opt ani. Yancey a fost pentru mulți ani editor la revista Christianity Today și a mai scris articole pentru Reader's Digest, The Saturday Evening Post, Publishers Weekly, Chicago Tribune Magazine, Eternity, Moody Monthly și National Wildlife.
Printre carțiile traduse în limba română se numără : Biblia pe care a citit-o Isus, Biserica: frustrare și împlinire, Creați după chipul Său, Cu sufletul rămas în viață, Darul durerii, Dezamăgit de Dumnezeu, În căutarea Dumnezeului nevăzut, Isus pe care nu L-am cunoscut, Măsura credinței, O făptură atât de minunată, Unde este Dumnezeu când sufăr, Zvonurile altei lumi.